# Werner-Heisenberg-Gymnasium Weinheim
Das Werner-Heisenberg-Gymnasium (WHG) ist ein 1876 gegründetes naturwissenschaftlich-technisches und sprachliches Gymnasium im baden-württembergischen Weinheim, das im April 1988 nach dem Physiknobelpreisträger Werner Heisenberg benannt wurde.

## Geschichte
Es begann im Jahre 1876 mit dem Zusammenschluss des Benderschen Instituts und der Höheren Bürgerschule unter der Leitung von Dietrich Bender. Das Bendersche Institut, die Vorgängerinstitution des Heisenberg-Gymnasiums wurde von Bender und dessen Bruder schon im Jahre 1829 gegründet und entwickelte sich zu einem weit über die Landesgrenzen bekannten Knabeninstitut.
Das heutige Werner-Heisenberg-Gymnasium bietet einen sprachlichen und einen naturwissenschaftlichen Zug und verfügt über zwei Computerräume, eine umfangreiche Schülerbücherei, sowie eine eigene Sporthalle mit Außenanlagen. Es wird von etwa 1000 Schülern aus Weinheim und den umliegenden Gemeinden Hirschberg, Birkenau und Gorxheimertal bzw. auch Abtsteinach, Mörlenbach und Oberflockenbach usw. besucht. Es gibt ca. 80 Lehrkräfte. Schulleiterin ist seit dem Schuljahr 2017/2018 Gabriele Franke.
Als das Schulgebäude 1901 eingeweiht wurde, galt es als das schönste Schulhaus im Großherzogtum Baden. 1954 und 1971 wurde der alte Schulkomplex um zwei weitere Teile erweitert, was aufgrund steigender Schülerzahlen von anfänglich 160 Schülern auf über 850 nötig geworden war. Im Februar 2001 wurde die Schule gründlich saniert.

## Persönlichkeiten

### Bekannte Lehrer
- Karl Barthel (1817–1853), Literaturhistoriker, Theologe und Lehrer am Benderschen Institut
- Rudolf Brefin (1847–1892), Physiker und Mathematiklehrer, Lehrer am Benderschen Institut
- Marx Maier (1875–1932), Kantor und Lehrer
- Margarethe Krieger (1936–2010), Kunsthistorikerin, Grafikerin und Illustratorin

### Bekannte Schüler
- Valentin Müller (1856–1919), Landwirt und Politiker, Schüler des Benderschen Instituts
- Richard Freudenberg (1892–1975), Unternehmer und Politiker (Abitur 1911)
- Heinz Schmitt, Bibliothekar und Sachbuchautor (Abitur)
- Heiner Bernhard (* 1957), Jurist und Kommunalpolitiker (Abitur 1976)
- Lea Wagner (* 1994), Journalistin und Fernsehmoderatorin